# Escadron volant
Le terme L'escadron volant a fait référence historiquement à au moins trois partis, en Italie, en Ecosse et en France.

## En Italie
Au XVIIe, siècle, l'escadron volant ou squadrone volante est une expression italienne qui désigne les cardinaux revendiquant leur indépendance à l'égard des deux partis dominants français et espagnol. À chaque déroulement du conclave, le collège cardinalice était traditionnellement divisé en deux clans,. Le nom du squadrone volante (en) reflèterait ainsi la propension d'un tiers parti, censément indépendant, à « se rallier tantôt à l'une, tantôt à l'autre des deux principales formations. »

## En Écosse
L'expression italienne sert également à désigner le Nouveau parti (New party) (en) au sein du parlement d'Édimbourg lors des actes d'Union (1707) entre le royaume d'Écosse et le royaume d'Angleterre ; ce groupe de parlementaires gravitait entre le parti de la Cour et celui de l'Opposition, qui se confrontaient au sujet de l'Union des Couronnes.

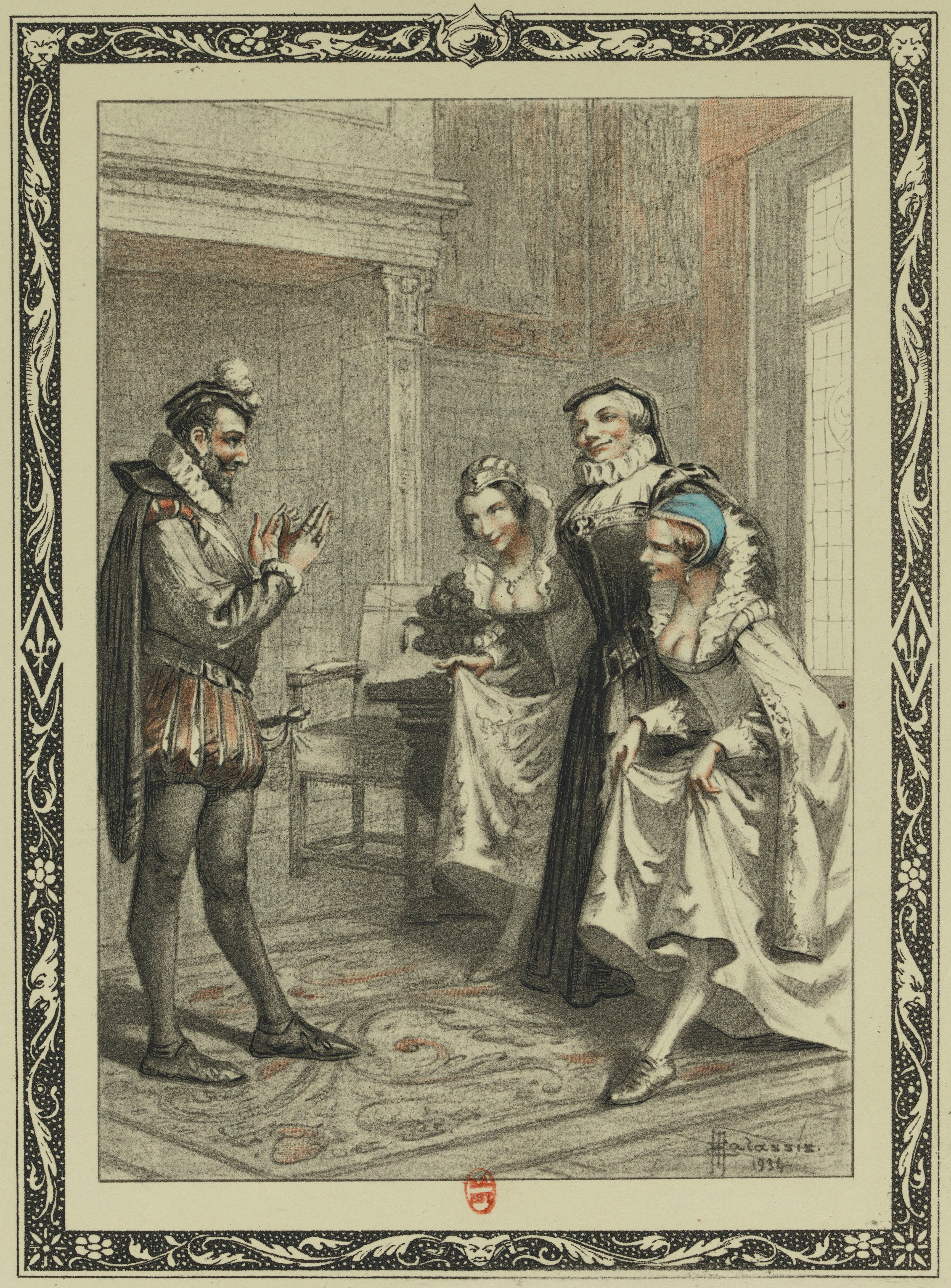
Une illustration conforme à la vision romancée de l'escadron volant, publiée dans une édition érotique des Vies des Dames galantes de Brantôme.
Composition en couleurs d'Edmond Malassis, 1934.

## En France
Au XIXe siècle, l'escadron volant devient une expression littéraire exploitée par les écrivains pour désigner, dans leurs œuvres, les espionnes de la reine Catherine de Médicis. Les romanciers racontent en effet qu'à la cour de France, un groupe de demoiselles d'honneur aux mœurs légères utilisaient leurs charmes et leur vertu pour désarmer les ennemis de la reine et obtenir leurs confidences sur l'oreiller. Cette représentation fictionnelle, issue de la légende noire de la reine mère, fait cependant florès hors du champ littéraire. Plusieurs auteurs évoquent ainsi à l'envi la « bonne Florentine [qui] dressait son fameux escadron volant de beautés faciles à séduire les hommes de pouvoir, afin de les neutraliser. »
L'expression a longtemps été attribuée à tort à Brantôme, un homme de guerre, aujourd'hui connu pour ses recueils de petites histoires. Brantôme a laissé un témoignage très élogieux de la cour de France sous les derniers Valois. Son témoignage et celui des contemporains étrangers va d'ailleurs à l'encontre de la légende de l'escadron volant. Héritière de la pensée néoplatonicienne, la reine Catherine imposait une rigueur morale exemplaire à ses dames et demoiselles de compagnie, les chargeant de contribuer à policer les mœurs, et à pacifier les relations humaines au sein de la cour de France, par leur éducation, leur esprit et leur conversation. 
C'est l'expression d'une manière de vivre imposée par le roi François Ier et sa sœur Marguerite d'Angoulême, consistant à faire de la femme la garante d'un savoir-vivre. Dans le contexte des guerres de religion, le soi-disant escadron volant participe pleinement à la politique de concorde menée par la reine pour apaiser les ardeurs belliqueuses. Face à la violence des hommes (mâles), Catherine propose une cour pacifique dominée par un pouvoir féminin de paix et d'amour. La bonne éducation de ses demoiselles, leur charme et leur tempérance obligent les gentilshommes à faire preuve de respect et de courtoisie. 
Cette cour de dames accompagnait toujours Catherine de Médicis quand elle voyageait pour rencontrer ses adversaires. Les premiers jours de la rencontre étaient réservés au contact et à la discussion badine avec les femmes de sa maison. Le charme de la parole opérant, le groupe mâle adversaire devenait plus ouvert et plus conciliant. Ensuite seulement, commençait pour la reine la négociation proprement dite.
Ce rôle majeur de la femme dans la socialisation de la noblesse fut très décrié par les prédicateurs protestants qui voyaient dans la soumission de l'homme à la femme un inversement des valeurs morales. De là, sont nés bien des mythes sur la cour des Valois.
L'historien Jean-François Solnon précise que l'escadron volant, 
Suscitant le fantasme d'historiens,, et de romanciers tel que le polygraphe Paul Lacroix, l'escadron volant a pris sous leur plume une dimension plus triviale. Sous le prisme de la légende noire de la reine, il est perçu comme un système d'espionnage, dans lequel de belles dames et demoiselles d'honneur, issues de la haute société le plus souvent, séduisent les seigneurs pour leur soutirer des informations.
L'escadron volant de la reine, un opéra-comique écrit par Adolphe d'Ennery et Jules-Henri Brésil sur une musique d'Henry Litolff, exploite le thème en 1888,,,.

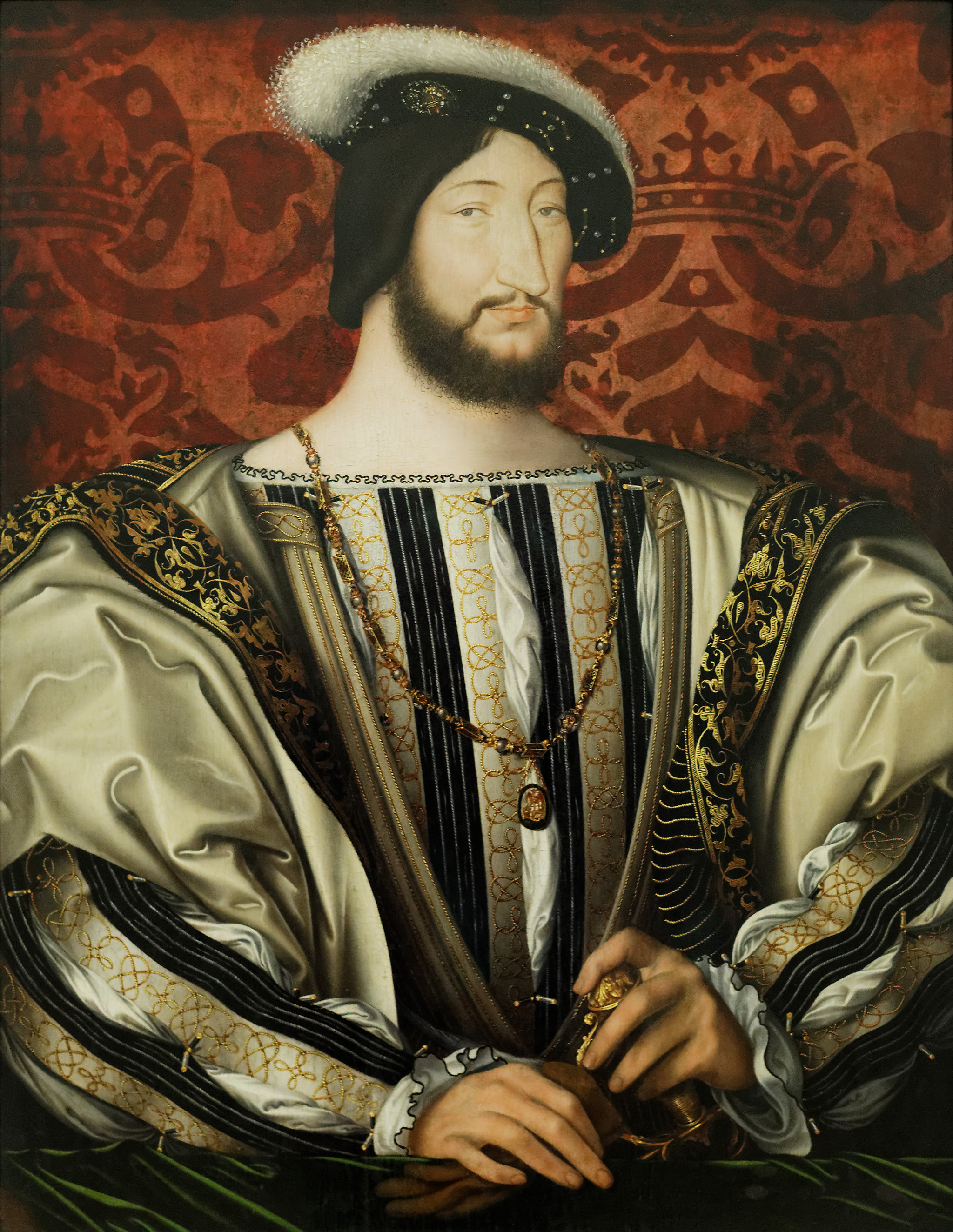
Le roi François pour qui une cour sans dames, c'est comme un jardin sans fleurs.
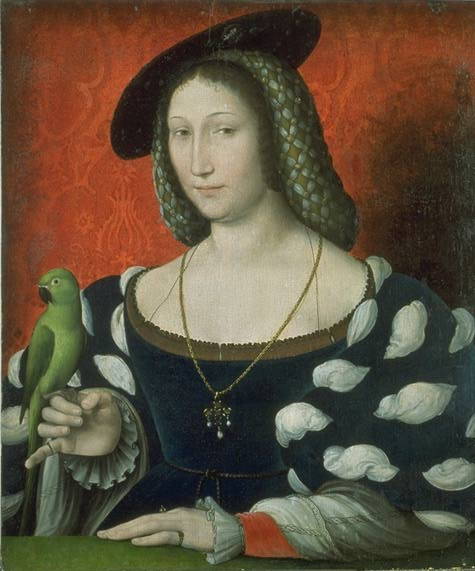
La reine Marguerite de Navarre, qui a profondément influencé la reine Catherine de Médicis dans sa jeunesse.
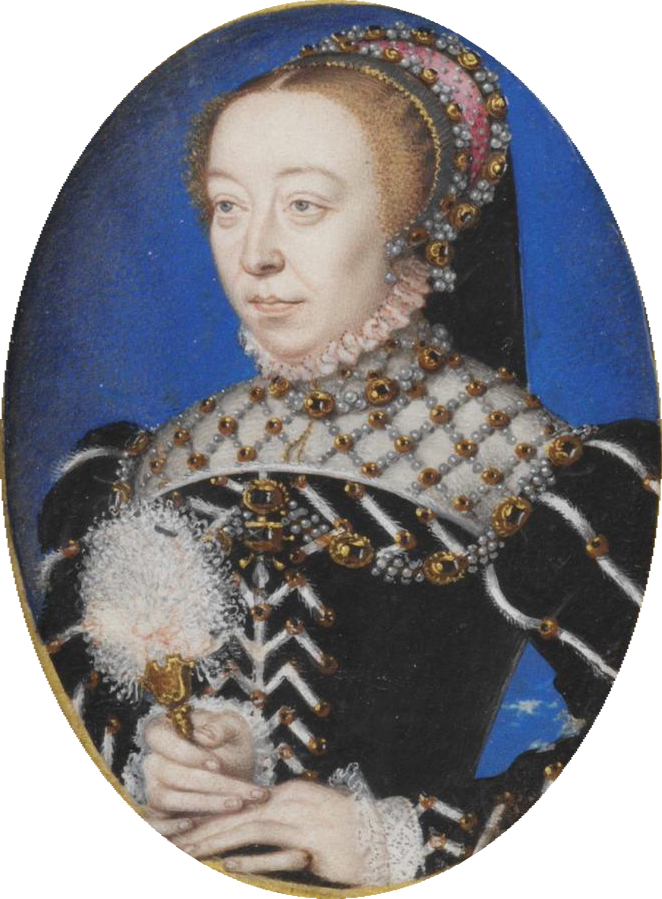
La reine Catherine de Médicis, qui opposa les vertus de la femme au bellicisme des hommes.
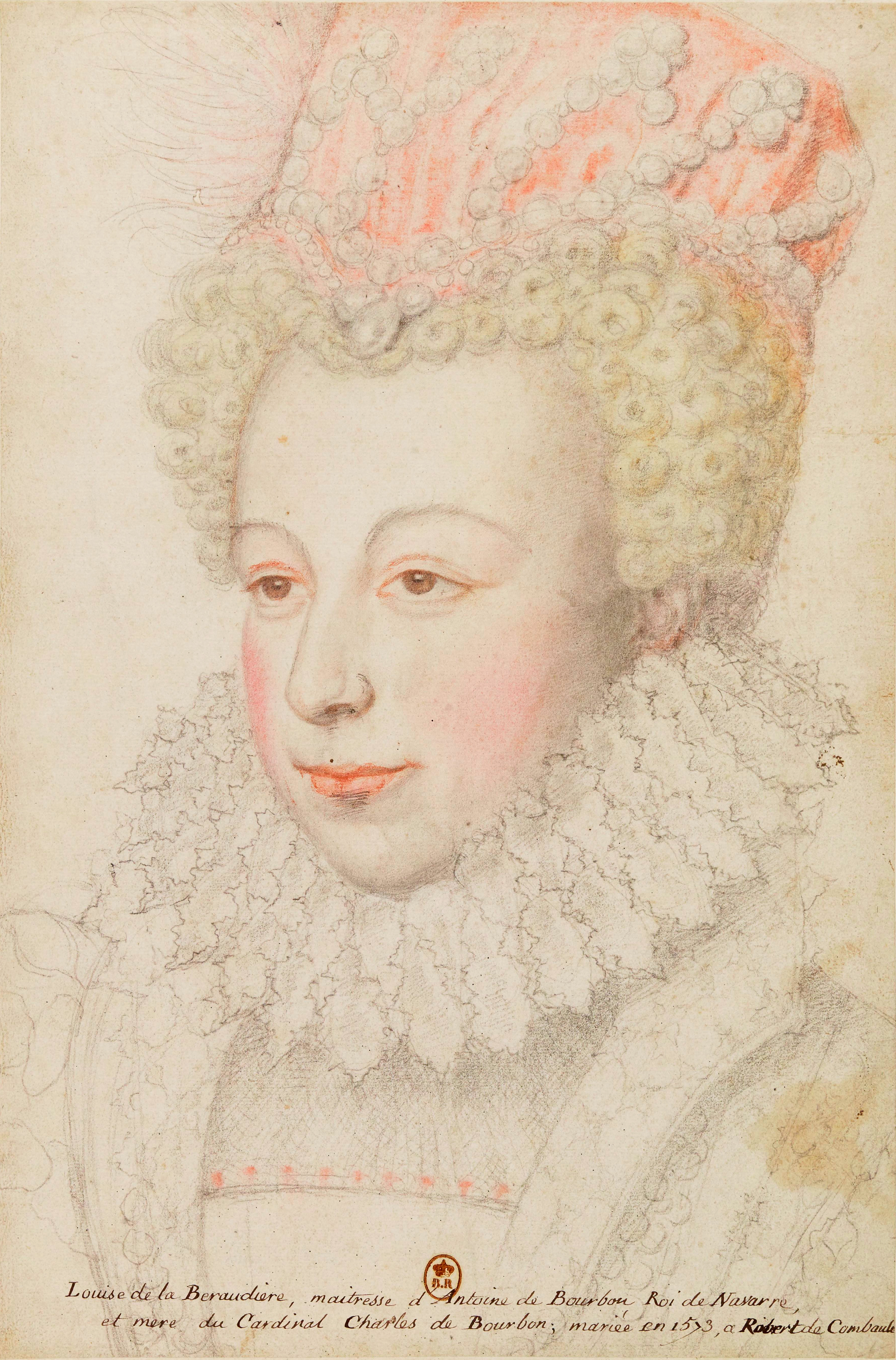
La reine Marguerite de Valois, chantre de l'amour courtois et de l'amour platonique.